# Galway Film Fleadh
Il Galway Film Fleadh è un festival cinematografico internazionale fondato nel 1989 come parte del Galway International Arts Festival. Considerato il principale festival cinematografico irlandese, l'evento si tiene ogni anno a luglio nella città di Galway in Irlanda.
Il festival include la Galway Film Fair, un mercato cinematografico mirato che consente ai registi con progetti in fase di sviluppo di incontrare un gran numero di potenziali produttori, finanziatori e distributori.

## Storia
Il festival è stato fondato nel 1989, come parte del Galway Arts Festival e si è tenuto presso il Claddagh Palace fino alla chiusura della sede nel 1995. Il festival è diventato noto come luogo per le Première dei film irlandesi, ma come festival internazionale presenta anche opere di film stranieri.
Dal 1995 il Fleadh conduce anche il Junior Film Fleadh, che si tiene a novembre e rivolto a film per ragazzi e pubblico studentesco.
Nel 2014, una giuria della rivista MovieMaker composta da registi, critici e dirigenti del settore cinematografico ha incluso il Galway Film Fleadh nella lista dei "25 festival cinematografici più belli del mondo".

## Film italiani presentati al Fleadh

### Anni 2010
- 2010
  - La doppia ora, regia di Giuseppe Capotondi: World Cinema
  - Io sono l'amore, regia di Luca Guadagnino: World Cinema
  - L'uomo che verrà, regia di Giorgio Diritti: World Cinema

- 2011
  - Passione, regia di John Turturro

- 2013
  - Controra, regia di Rossella De Venuto: New Irish Cinema
  - La leggenda di Kaspar Hauser, regia di Davide Manuli: World Cinema
  - Slow Food Story, regia di Stefano Sardo: Evento Speciale

- 2014
  - Il futuro, regia di Alicia Scherson: World Cinema
  - Ombra bianca, regia di Noaz Deshe: World Cinema
  - The Special Need, regia di Carlo Zoratti: World Cinema

- 2016
  - L'accabadora, regia di Enrico Pau: World Cinema
  - Fuocoammare, regia di Gianfranco Rosi: Human Rights Films

- 2017
  - Indivisibili, regia di Edoardo De Angelis: World Cinema
  - Perfetti sconosciuti, regia di Paolo Genovese: World Cinema

- 2019
  - La rivoluzione, regia di Joseph Troia: International Feature Fiction